# رئیس دادگاه تجدیدنظر نهایی
رئیس دادگاه تجدیدنظر نهایی (انگلیسی: Chief Justice of the Court of Final Appeal) هنگ کنگ که به صورت غیر رسمی از وی به عنوان رئیس دادگاه هنگ کنگ هم یاد می شود رئیس قوه قضائیه هنگ کنگ و قاضی ارشد دادگاه تجدیدنظر نهایی است رئیس دادگاه یکی از سه عضو دائم دادگاه تجدیدنظر نهایی هنگ کنگ است اندرو لی اولین قاضی عالی دادگاه تجدیدنظر نهایی هنگ کنگ بود که بیش از 13 سال خدمت کرد.